# Lycaena hunza
Lycaena hunza är en fjärilsart som beskrevs av Grum-grshimailo 1891. Lycaena hunza ingår i släktet Lycaena och familjen juvelvingar. Inga underarter finns listade i Catalogue of Life.